# Océanite de Townsend
Hydrobates socorroensis
Espèce
Synonymes
- Oceanodroma kaedingi
- Oceanodroma socorroensis (protonyme)

Statut de conservation UICN

 EN  : En danger
L’Océanite de Townsend (Hydrobates socorroensis) est une espèce d'oiseaux marins de la famille des Hydrobatidae. Il se reproduit en été sur les rochers et les îlots de l'île Guadalupe au large de la côte Ouest du Mexique. Il vit dans l'océan Pacifique oriental, au Nord jusqu'au Sud de la Californie aux États-Unis et au sud jusqu'à 10° de latitude nord. Il était autrefois considéré comme une sous-espèce de l'Océanite cul-blanc. Il était autrefois défini dans le genre Oceanodroma avant que ce genre ne soit synonymisé avec le genre Hydrobates.